# Sarvtjärnen (Söderbärke socken, Dalarna, 667073-149753)
Sarvtjärnen är en sjö i Smedjebackens kommun i Dalarna och ingår i Norrströms huvudavrinningsområde.